# Dörnhof (Haibach)
Dörnhof (früher auch Dörrhof genannt) ist ein Gemeindeteil der Gemeinde Haibach im unterfränkischen Landkreis Aschaffenburg in Bayern.

## Lage
Das ehemalige Bauerngut ist eine Einöde ohne eigene Gemarkung, liegt nördlich des in Ost-West-Richtung vorbeifließenden, namensgebenden Dörnbaches und befindet sich südwestlich des Hauptortes und östlich des Aschaffenburger Stadtteiles Schweinheim. Der Ort ist heute nördlich und westlich vom Haibacher Industriegebiet umgeben, nach Osten befindet sich der Haibacher Sportplatz, nach Süden zum Bach hin ein Reitplatz. Südöstlich befindet sich das Naturschutzgebiet Dörngraben bei Haibach, ein landschaftstypisches Kerbtal des Vorspessarts mit steileren Hangböschungen. Geologisch liegt hier Gneis mit verschiedenen Glimmerschieferlagen vor.

## Geschichte
Die Geschichte des Dörnhofs, früher weit ab von Haibach gelegen, ist eng mit dem Kloster Schmerlenbach verbunden. Im Jahr 1218 stiftete der Würzburger Domherr Gottfried von Kugelnberg (aus Goldbach) das Kloster. Am 26. Februar 1240 übergab Konrad von Kugelnberg alle Güter und Besitzungen, also auch „Dornebach“, an das Kloster Schmerlenbach. Das Kloster verpachtete das Land an Haibacher und Aschaffenburger Bauern.
Durch die Säkularisation ging 1803 der Dörnhof an Erzbischof Carl Theodor von Dalberg, der die Einnahmen für das Aschaffenburger Priesterseminar (Seminariumsfond) verwendete; 1823 wurde dieses mit der Würzburger Diözese verbunden. 1902 übernahmen Titus und Antonia Völker als Pächter den Dörnhof. Ihr Sohn Franz folgte 1932. Er war zweiter Vorstand im Bauernverein, Gründungsmitglied des Gesangsvereins „Liederkranz“ und Mitglied im Schützenverein, Obstbauverein und der Viehwaagen-Genossenschaft. Nach ihm ist der „Franz-Völker-Weg“ zum Tennisplatz benannt.
1923 wurde der Seminariumsfond mit dem Klerikalseminar Würzburg verbunden.
Politisch verwaltet wurde der Dörnhof von Haibach aus, die Bürgerrechte wurden also von Haibach vergeben. Kirchlich wurde der Dörnhof aber von der Aschaffenburger Muttergottespfarrei betreut, ab 1821 von der Pfarrei Maria Geburt in Schweinheim. Zur Schule mussten die Kinder nach Schweinheim. Erst 1956 kam die katholische Betreuung zur Pfarrei Haibach.
1960 wurde der Dörnhof an die Wasserleitung der Gemeinde Haibach angeschlossen. 1969 änderte die Gemeinde Haibach den Flächennutzungsplan und machte das Dörnhofgelände zum Gewerbegebiet, 1970 wurde der Bebauungsplan „Gewerbefläche B8, Sportfläche über dem Dörnbach“ aufgestellt. Als Ausgleich wurde mit dem Seminarfonds das Gebiet „Elterhecke“ getauscht. 1972 gründete sich im Dörnhof der „Aschaffenburger Reitclub Dörnhof“. Heute ist im Dörnhof eine Tierarztpraxis und ein Dressurstall untergebracht.

## Beschreibung
Die Einöde umfasst drei größere Anwesen und mehrere Nebengebäude.
Neben dem T-förmig gebauten großen zweistöckigen Haupthof, die Längsseite mit Satteldach, das T-Stück früher ebenfalls mit Sattel- heute mit Krüppelwalmdach, befindet sich östlich ein langgestreckter zweigeschossiger Rechteckbau auf drei mal acht Achsen mit einem Krüppelwalmdach und im nördlichen Teil noch sauber gearbeitete Fenstereinfassungen aus örtlichem Sandstein.